# Tribus (Rom)

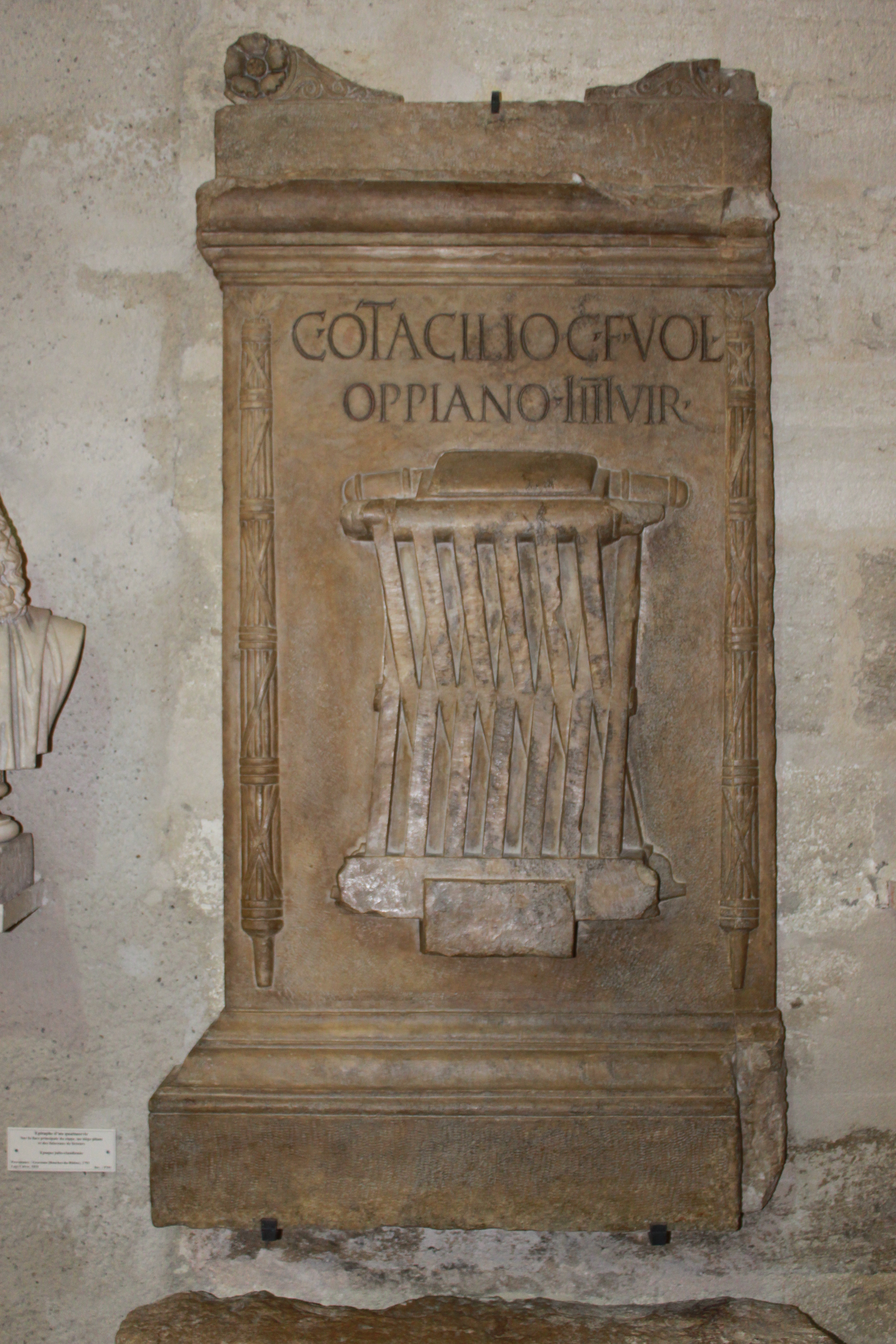
Inskription som anger att Gaius Otacilius hade upptagits i tribus Voltinia.

Tribus var benämningen på de stammar som romerska medborgare indelades i.

## Ursprungliga stammar
- Ramnes
- Tities
- Luceres

## Senare stammar
År 242 f.Kr fanns det, officiellt, 35 stycken stammar.

### Urbana stammar
- Collina
- Esquilina
- Palatina
- Suburana

### Lantliga stammar
- Aemilia
- Aniensis
- Arniensis
- Camilia
- Claudia
- Clustumina
- Cornelia
- Fabia
- Falerna/Falerina
- Galeria
- Horatia
- Lemonia
- Maecia
- Menenia
- Oufentina/Oufetina
- Papiria
- Poblilia
- Pollia
- Pomptina/Pontina
- Quirina
- Romilia
- Sabatia/Sabatina
- Scaptia
- Sergia
- Stellatina
- Teretina
- Tromentina
- Velina
- Voltinia/Votinia
- Voturia